# 胡安·摩納哥

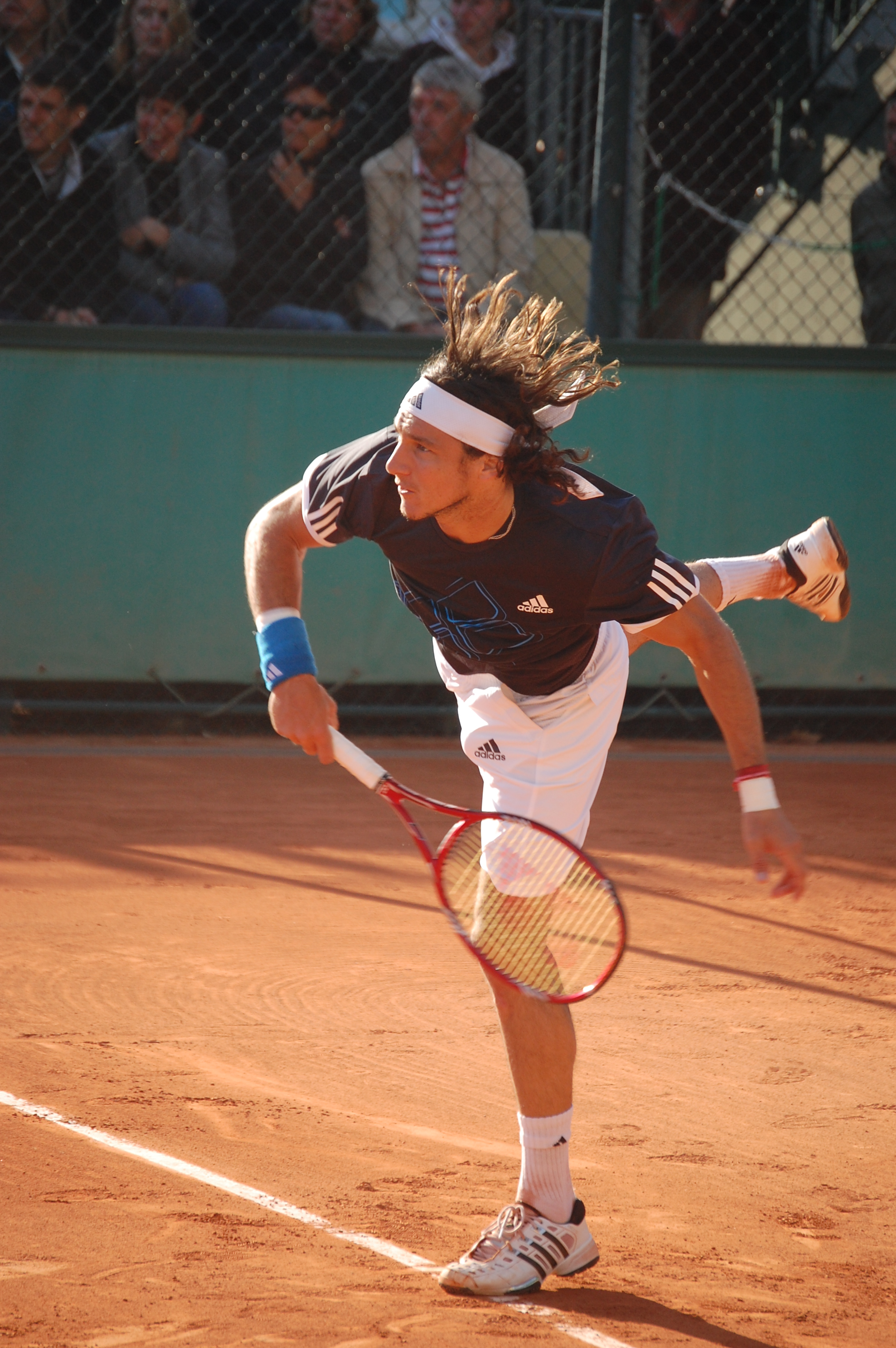
胡安·摩納哥

胡安·摩納哥（Juan Mónaco，1984年3月29日—），是一位阿根廷職業網球運動員。於2002年轉為職業選手。世界最高排名第14位，於2008年2月4日創出。他是一位紅土型的選手。獲得過3項ATP巡迴賽的冠軍。

## 外部連結
- 官方网站
- 胡安·摩納哥（英文/西班牙文）的官方資料
- 胡安·摩納哥的國際網球總會 職業／青少年 官方資料（英文）
- 胡安·摩納哥的官方資料（英文）